# Améthyste (couleur)
Pour les articles homonymes, voir Améthyste (homonymie).
Le nom de couleur améthyste désigne des nuances de violet rappelant la pierre du même nom : améthyste.
L'améthyste est la pierre précieuse portée par les évêques et le violet d'évêque est une teinture dont la couleur pourrait aussi bien se désigner comme améthyste.
Au XIXe siècle, Michel-Eugène Chevreul a entrepris de repérer les couleurs les unes par rapport aux autres et par rapport aux raies de Fraunhofer. Il cite l'améthyste parmi les « noms de couleur le plus fréquemment usités dans la conversation et dans les livres », et la cote
5 bleu-violet du 3       *    au 16 ton ;

la couleur sur soie améthyste de Guinon est le 11 ton
. La couleur violet d'évêque de Tuvée est d'un seul degré plus bleue, et la couleur contiguë côté rouge est le violet type.
Le Répertoire de couleurs de la Société des chrysanthémistes publié en 1905 donne un ton d'un Améthyste, « vue sous un certain angle, cette couleur rappelle un peu celle de la pierre précieuse de ce nom ».
Dans les nuanciers modernes, on trouve 553 améthyste violette ; 085 améthyste.